# Tanguy Goasdoué
Tanguy Goasdoué est un acteur français, né le 21 octobre 1963 à Marseille,.
Actif dans le doublage, il est la voix française de Rory Cochrane, Zachary Levi, Jack Plotnick, Rhys Coiro et Andrew Lincoln, ainsi qu'une des voix de Billy Miller, Dallas Roberts, Linus Roache, Daniel Sunjata, Paul Bettany, Wotan Wilke Möhring et Guy Pearce.

## Biographie
Dans sa jeunesse, Tanguy Goasdoué a suivi des cours d'art dramatique en se familiarisant avec le jeu d'acteur en studio. En parallèle à ses études, très jeune, il a aussi intégré une chorale de chant polyphonique où il a connu divers répertoires musicaux.
Comédien depuis plus de vingt ans, il reste principalement actif dans le doublage. À ses débuts, il a doublé des acteurs dans divers médias comme Jackie Chan et Guy Pearce (dans deux films chacun), le personnage Kocoum dans le film d'animation Pocahontas : Une légende indienne,, Nathan Fillion (dans les séries Buffy contre les vampires et Desperate Housewives), Billy Abbott dans la série Les Feux de l'amour (1999 à 2003 puis en 2006) ou encore Da'an dans la série Invasion planète Terre,. En 2005, il prête sa voix au personnage Jin dans la série d'animation Samurai Champloo. De 2008 à 2013, il est la voix française de Chuck Bartowski (interprété par Zachary Levi) dans la série télévisée Chuck,, et de Wil Wheaton dans The Big Bang Theory,.
Il est ensuite devenu la voix française la plus fréquente d'Andrew Lincoln, qu'il a notamment doublé dans le film Love Actually et dans plusieurs séries (dont The Walking Dead,).
Il est aussi identifié pour être la voix du personnage Cloud Strife dans les jeux vidéo Final Fantasy VII Remake, Kingdom Hearts et ses suites, ainsi que pour le film d'animation Final Fantasy VII: Advent Children.

## Théâtre
- 1989 : Les Caprices de Marianne d'Alfred de Musset, mise en scène de Germain Colombier, Grand Hall Montorgueil (Paris)
- 1991 : Tragédie céleste d'après Oscar Panizza, mise en scène de Patrice Bigel, Festival Émergences (Rennes)
- 1993 : Dramen d'après Georg Kaiser, mise en scène de Patrice Bigel, Festival Émergences (Rennes)
- 1994 : Le Cocu magnifique de Fernand Crommelinck, mise en scène de Patrice Bigel, Théâtre Paul Éluard (Choisy-le-Roi)
- 1995 : Dom Juan de Molière, mise en scène de Patrice Bigel, Théâtre Paul Éluard (Choisy-le-Roi)

## Doublage

### Cinéma

#### Films
- Rory Cochrane dans (7 films) :
  - Los Angeles : Alerte maximum (2006[n 1]) : Brad
  - A Scanner Darkly (2006) : Charles Freck
  - Passion Play (2010[n 2]) : Rickey
  - Argo (2012) : Lee Schatz
  - Parkland (2013) : Earl Rose
  - Hostiles (2017) : Thomas Metz
  - Affamés (2021) : Daniel Lecroy

- Zachary Levi dans (7 films) : 
  - Alvin et les Chipmunks 2 (2009) : Toby Seville
  - Shazam! (2019) : Shazam / William « Billy » Batson
  - Désigné coupable (2021) : Neil Buckland
  - American Underdog (2021) : Kurt Warner
  - Shazam! La Rage des Dieux (2023) : Shazam / William « Billy » Batson
  - Spy Kids: Armageddon (2023) : Terrence Tango-Torrez
  - Harold et le Crayon magique (2024) : Harold

- Nick Kroll dans :
  - Adult Beginners (2014) : Jake
  - How It Ends (en) (2021) : Gary
  - Don't Worry Darling (2022) : Dean
  - Red One (2024) : Ted

- Wotan Wilke Möhring dans :
  - Il était une fois un meurtre (2010) : Timo Friedrich
  - Vivre, c'est pas pour les lâches (de) (2012) : Markus
  - Les Phénomènes (2020) : Marek

- Jackie Chan dans :
  - Jackie Chan sous pression (1995) : Jackie
  - Jackie Chan dans le Bronx (1998) : Ah Keung

- Guy Pearce dans : 
  - L.A. Confidential (1997) : le lieutenant Edmund Jennings Exley
  - La Machine à explorer le temps (2002) : le professeur Alexander Hartdegen

- Andrew Lincoln dans : 
  - Love Actually (2003) : Mark
  - Penguin Bloom (2021) : Cameron Bloom

- Paul Bettany dans :
  - La Plus Belle Victoire (2004) : Peter Colt
  - Solo: A Star Wars Story (2018) : Dryden Voss

- Cam Gigandet dans :
  - Unborn (2009) : Mark Hardigan
  - In the Blood (2014) : Derek Grant

- Jon Foster dans :
  - Traqués (2009) : Eric Poole
  - Rampart (2011[n 2]) : Michael Whittaker

- Daniel Sunjata dans : 
  - Recherche Bad Boys désespérément (2012) : le ranger Ricardo Carlos Manoso
  - Disparue (2012) : le sergent Powers

- Jimmi Simpson dans : 
  - White House Down (2013) : Tyler[16]
  - Breaking News in Yuba County (2021) : Petey Buttons

- Christopher Abbott dans :
  - Vox Lux (2018) : le journaliste
  - The Forgiven (2021[17]) : Tom Day

- Dallas Roberts dans : 
  - Brooklyn Affairs (2019) : Danny Fantl
  - Glass Onion : Une histoire à couteaux tirés (2022) : Devon Debella

- Maciej Stuhr dans :
  - Le Goût de la haine (2020) : Pawel Rudnicki
  - L'Héritage (sv) (2024) : Dawid Klos

- David Del Rio dans :
  - Un Noël en Californie (2020) : Manny
  - Un Noël en Californie : Les Lumières de la ville (2021) : Manny

- 1992 : Hoffa : le jeune garçon (Frank Whaley)
- 1993 : Coneheads : Eli Turnbull (David Spade)
- 1993 : Les Survivants : Gustavo Zerbino (David Kriegel (en))
- 1994 : Opération Shakespeare : Roosevelt Nathaniel Hobbs (Khalil Kain)
- 1995 : Le Patchwork de la vie : Sam (Dermot Mulroney)
- 1996 : Le Dortoir des garçons : Bud Valentine (Skeet Ulrich)
- 1996 : Secrets et Mensonges : le 2e frère d'Hortense (Brian Bovell)
- 1997 : La Dernière Cavale : Wayne (Max Perlich)
- 1997 : À armes égales : le sergent Cortez (David Vadim (en))
- 1998 : Big Party : l'ami de Kenny (Branden Williams)
- 1998 : Ennemi d'État : Jones (Scott Caan)
- 1998 : La Carte du cœur : Mark (Jay Mohr)
- 1999 : Jawbreaker : Dane Sanders (Ethan Erickson)
- 1999 : Mariage à l'anglaise : Danny (Douglas Henshall)
- 2000 : Ordinary Decent Criminal : Barry (Bill Murphy (en))
- 2000 : U-571 : le lieutenant Hirsch (Jake Weber)
- 2000 : Dracula 2001 : le père David (Nathan Fillion)
- 2000 : Wonder Boys : Antonia « Tony » Sloviak (Michael Cavadias (en))
- 2000 : Gangster No. 1 : Eddie Miller (Eddie Marsan)
- 2000 : Circus : Roscoe (Neil Stuke (en))
- 2001 : La Loi des armes : Marty (Nicholas Gonzalez)
- 2001 : Chevalier : le messager du premier tournoi ( ? ) et Peter (Jonathan Slinger (en))
- 2002 : Le Coup de Vénus : Mike Hanson (Ryan Reynolds)
- 2003 : Underworld : Dr Adam Lockwood (Wentworth Miller)
- 2003 : Anatomie 2 : Wulf (Sebastian Nakajew (de))
- 2003 : Dracula II : Ascension : Luke (Jason London)
- 2004 : Blueberry, l'expérience secrète : Prosit (Eddie Izzard)
- 2004 : Street Dancers : Rico (Jarell « J-Boog » Houston (en))
- 2004[n 3] : Napola, une élite pour le Führer : Friedrich Weimer (Alexander Held)
- 2005 : La Maison de cire : Bo / Vincent (Brian Van Holt)
- 2006 : Les Fils de l'homme : Ian (Paul Sharma)
- 2006 : L'Incroyable Destin de Harold Crick : Dave (Tony Hale)
- 2008 : Le Roi Scorpion 2 : Guerrier de légende : Ari (Simon Quarterman)
- 2010 : Rendez-vous en enfer : Costel (Darren Shahlavi)
- 2011 : Transformers 3 : La Face cachée de la Lune : Dutch (Alan Tudyk)
- 2012 : Lincoln : James Ashley (David Costabile)
- 2012 : Je te promets : Ryan (Dillon Casey)
- 2014 : The Amazing Spider-Man : Le Destin d'un héros : le Dr Jallings de Science Investigator sur YouTube (J. D. Walsh)
- 2014 : Jarhead 2 (de) : Chris Merrimette (Josh Kelly)
- 2015 : Entourage : Billy Walsh (Rhys Coiro)
- 2015 : Monsieur Nounou : August (Joko Winterscheidt)
- 2016 : La Cinquième Vague : ? (?)
- 2016 : Mademoiselle : le comte Fujiwara (Ha Jeong-woo)
- 2016 : Doctor Strange : l'infirmier Billy (Adam Pelta-Pauls)
- 2018 : Le Labyrinthe : Le Remède mortel : le lieutenant de Wicked (Jake Curran)
- 2018 : BlacKkKlansman : J'ai infiltré le Ku Klux Klan : Jesse Nayyar (Ryan Preimesberger)
- 2018 : Détective Dee 3 : La Légende des rois célestes : Yuchi Zhenjin (Feng Shaofeng)
- 2019 : The Perfect Date : Jerry Lieberman (Joe Chrest)
- 2019 : Le Gangster, le Flic et l'Assassin : le procureur [Qui ?]
- 2019 : Dolemite Is My Name : Joseph Bihari (Aleksandar Filimonović (en))
- 2019 : Queens : Mark (Jon Glaser (en))
- 2020 : Bloodshot : Eric (Siddharth Dhananjay)
- 2020 : Project Power : M. Luker (Jim Klock)
- 2020 : Songbird : Steve (Darri Ingolfsson)
- 2020 : La Vie que nous voulions : Romed (Lukas Spisser)
- 2020 : Ma belle-famille, Noël et moi : John (Dan Levy)
- 2021 : Jungle Cruise : le prince Joachim (Jesse Plemons)
- 2022 : Nope : Fynn Bachman (Oz Perkins)
- 2022 : Bros : Bobby Lieber (Billy Eichner)
- 2022 : Et l'amour dans tout ça ? : Sam (Ben Ashenden (en))
- 2023 : Paysage à la main invisible (en) : M. Marsh (Josh Hamilton)
- 2023 : Une vie : Trevor Chadwick (en) (Alex Sharp)
- 2025 : Vous êtes cordialement invités : Leslie (Jack McBrayer)

#### Courts métrages
- 2018 : HunterZ Primal : Rick
- 2020 : Diversion : Marc

#### Films d'animation
- 1995 : Pocahontas : Une légende indienne : Kocoum[n 4]
- 1998 : La Légende de Brisby : Martin le Diabolique
- 2005 : Final Fantasy VII: Advent Children : Cloud Strife[n 5]
- 2008 : Madagascar 2 : voix additionnelles
- 2010 : Batman et Red Hood : Sous le masque rouge : un homme de main de Red Hood
- 2013 : Madagascar à la folie : Melman[18] (court métrage)
- 2015 : La Ligue des justiciers : Le Trône de l'Atlantide : Aquaman / Arthur Curry[n 6]
- 2016 : Sausage Party : Douche[n 7]
- 2020 : Lego DC Shazam! : Monstres et Magie : Shazam[n 8]
- 2020 : Animal Crackers : le lanceur de couteaux
- 2022 : Apollo 10½ : Les Fusées de mon enfance : Kranz[n 9]

### Télévision

#### Téléfilms
- Kohl Sudduth (en) dans (6 téléfilms) : 
  - Jesse Stone : En l'absence de preuves (2008) : Luther « Suitcase » Simpson
  - Jesse Stone : Une ville trop tranquille (2008) : Luther « Suitcase » Simpson
  - Jesse Stone : Meurtre à Paradise (2009) : Luther « Suitcase » Simpson
  - Jesse Stone : L'Empreinte du passé (2009) : Luther « Suitcase » Simpson
  - Jesse Stone : L'Enfant disparu (2010) : Luther « Suitcase » Simpson
  - Jesse Stone : Sans remords (2011) : Luther « Suitcase » Simpson

- Lane Edwards dans (5 téléfilms) :
  - Embrassez l'esprit de Noël (2017) : Tanner
  - Un délicieux Noël (2017) : Alex
  - Coach en mariage et... amoureuse (2018) : Steven
  - Mélodie d'amour 2 (2018) : Tim
  - Un Duo magique pour Noël (2019) : Marshall

- Peter Benson dans (4 téléfilms) :
  - Ma vie rêvée ! (2014) : Michael
  - Les Dessous de Melrose Place (2015) : Chuck Pratt
  - La Mort t'ira si bien... (2018) : Chris Jones
  - Un chien pour deux (2019) : Ben Morgan

- Zachary Levi dans :
  - Une célibataire à New York (2003) : Grant Asher
  - L'Amour au jour le jour (2013) : Gus
  - Psych: The Movie (2017) : Thin White Duke

- Hinnerk Schönemann dans :
  - L'Assassin idéal (2014) : Frank Wolf
  - Douce folie et haute tension (2016) : Felix Grünler

- Jordan Bridges dans :
  - Le Chalet de Noël (2017) : Evan Hunter
  - Le Jardin des coups de foudre (2019) : Chance Devine

- 2001 : L'Enfant qui ne voulait pas mourir : Reggie (Ryan Robbins)
- 2002 : Ultime pouvoir : Allan Marshall (J. August Richards)
- 2002 : Étrange voisinage : Randy (Jonas Chernick)
- 2003 : Dans la grotte de Batman : Frank Gorshin / le Sphinx (Brett Rickaby)
- 2003 : Alerte à Malibu : Mariage à Hawaï : Jason Ioane (Jason Momoa)
- 2004 : Cinq petits cochons : Meredith Blake (Marc Warren)
- 2004 : Corps d'élite : Friedrich Vater (Alexander Held)
- 2005 : Le Cœur en sommeil : Scott Davis (Randall Batinkoff)
- 2007 : Northanger Abbey : Henry Tilney (J. J. Feild)
- 2007 : Le Choix de Jane : le révérend James Clarke (Jason Watkins)
- 2008 : La Menace des fourmis tueuses : Len (Kal Weber)
- 2008 : Le Prince d'à côté : Vater Axel Kruse (Ingo Naujoks)
- 2010 : Le Village : Raphael (Christopher Elson)
- 2011 : Poussières d'amour : Peter Horvath (Andreas Kiendl)
- 2012 : Hemingway and Gellhorn : Joris Ivens (Lars Ulrich)
- 2012 : Dangers virtuels : Christian Waiser (Knud Riepen)
- 2013 : Muhammad Ali's Greatest Fight : Kevin Connolly (Benjamin Walker)
- 2013 : Cœurs de braise : Guillermo (Diego Serrano)
- 2013 : À la recherche de l'esprit de Noël : Jerry Hart (Jon Osbeck)
- 2013 : Bataille à la crèche : Johannes Herder (Oliver Pocher)
- 2013 : Ce bébé est à moi ! : Tyler (Kit Williamson)
- 2014 : Unis par le sang : Garret Church (Billy Miller)
- 2014 : L'Amour au fil des pages : Landon (Ryan Bittle)
- 2015 : Harcelée par mon voisin : Ted Wilcox (Ethan Erickson)
- 2015 : Un mouton nommé Elvis : Jakob (Wotan Wilke Möhring)
- 2015 : Un été à Barcelone : Pablo (Alejandro Muñoz)
- 2016 : Une demande en mariage pour Noël : Todd (Christopher Russell)
- 2017 : Un simple baiser : Marc (David Stanbra)
- 2017 : Sur la piste de ma fille : Robert (Janek Rieke)
- 2017 : Je suis innocente : Chamberlain (Scott Thomas Reynolds)
- 2017 : Un Noël de roman : Brysen Flynn (Burgess Jenkins)
- 2017 : Ma fille kidnappée ! : Chad (Seann Gallagher)
- 2018 : Pensées interdites : John Allen (Rib Hillis)
- 2018 : Comment trouver l'amour à la Saint-Valentin ? : Ted Reynolds (Joseph Cannata) (version Netflix)
- 2018 : Menace sur mon bébé : Kyle (Grayson Berry)
- 2018 : La Maison des secrets : Zeke (Philip Boyd)
- 2020 : Noël avec le prince de mes rêves : Matt (Daniel DiTomasso)
- 2021 : Une New-Yorkaise à la montagne : Simon (Rodrigo Beilfuss)
- 2021 : Milliardaire ou presque : Gabe (Erik Athavale)
- 2021 : Une proposition de rêve pour Noël : Gabe (Geoff Gustafson)
- 2022 : Coup de foudre arrangé : Tony Romano (Santino Fontana)
- 2022 : Coup de foudre à l'hôtel de Noël (en) : ? ( ? )
- 2023 : The Perfect In-Laws : Xander (Tim Shelburne)
- 2023 : Ma vie est un film de Noël ! : Chris (Brad Harder)
- 2024 : Panique chez les Wellmann : Thomas Wellmann (Wotan Wilke Möhring)

#### Séries télévisées
- Rhys Coiro dans (9 séries) :
  - Entourage (2005-2012) : Billy Walsh (27 épisodes)
  - Ugly Betty (2007) : Vincent Bianchi (saison 1, épisodes 3 et 4)
  - Les Experts (2008) : l'avocat de Rhodes (saison 8, épisode 3)
  - Burn Notice (2010) : Vince Cutler (saison 4, épisode 5)
  - A Gifted Man (2012) : Dr Zeke Barnes (12 épisodes)
  - Graceland (2015) : Ari Adamian (saison 3)
  - Very Bad Nanny (2017) : Ipp Deluca (saison 2, épisode 7)
  - S.W.A.T. (2018) : Remy (saison 2, épisode 5)
  - She-Hulk : Avocate (2022) : Donny Blaze (mini-série)

- Jack Plotnick dans (7 séries) :
  - Rude Awakening (2000) : Clark (9 épisodes, saison 2)
  - Action (2001) : Stuart Glazer (13 épisodes)
  - Dawson (2003) : Andrew Waller (saison 5, épisode 20)
  - Les Sorciers de Waverly Place (2008) : Pocket Elf (saison 1, épisode 3)
  - Mentalist (2009-2013) : Brett Partridge, expert légiste (5 épisodes)
  - Esprits criminels (2014) : Tanner (saison 9, épisode 7)
  - Bones (2017) : Francis Byers (saison 12, épisode 3)

- Billy Miller dans (7 séries) :
  - Les Feux de l'amour (2008-2014) : Billy Abbott #4 (719 épisodes)
  - Ringer (2011-2012) : Charlie Young / John Delario (7 épisodes)
  - Castle (2013) : Mickey Gerhardt (saison 6, épisode 4)
  - Les Experts (2014) : l'officier Robert Dolan (saison 14, épisode 19)
  - Major Crimes (2014) : Anthony Hunt (saison 3, épisode 11)
  - Suits : Avocats sur mesure (2015-2019) : Marcus (5 épisodes)
  - Truth Be Told : Le Poison de la vérité (2019-2021) : Alex Dunn (10 épisodes)

- Dallas Roberts dans (7 séries) :
  - Unforgettable (2013-2015) : Eliot Delson (28 épisodes)
  - New York, unité spéciale (2015-2016) : Greg Yates (4 épisodes)
  - Chicago Police Department (2015-2016) : Greg Yates (saison 2, épisode 20 et saison 3, épisode 14)
  - American Crime (2017) : Carson Hesby (saison 3)
  - Insatiable (2018-2019) : Bob Armstrong (22 épisodes)
  - FBI (2018) : Lawrence (saison 1, épisode 1)
  - Big Sky (2022) : Richard Ford (saison 2)

- Andrew Lincoln dans (6 séries) :
  - Afterlife (2005-2006) : Robert Bridge (14 épisodes)
  - Strike Back (2010) : Hugh Collinson (saison 1)
  - The Walking Dead (2010-2022) : Rick Grimes (120 épisodes)
  - Fear the Walking Dead (2018) : Rick Grimes (saison 4, épisode 1)
  - Le Cabinet de curiosités de Guillermo del Toro (2022) : Edgar Bradley (saison 1, épisode 8)
  - The Walking Dead: The Ones Who Live (depuis 2024) : Rick Grimes

- Linus Roache dans (6 séries) :
  - Kidnapped (2006-2007) : Andy Archer (13 épisodes)
  - New York, police judiciaire (2008-2010) : le premier substitut Michael Cutter (63 épisodes)
  - New York, unité spéciale (2011-2012) : le premier substitut Michael Cutter (4 épisodes)
  - Titanic (2012) : Hugh, comte de Manton (mini-série)
  - Homeland (2017-2020) : David Wellington (23 épisodes)
  - The Recruit (2022) : le sénateur Smoot

- Nick Kroll dans (5 séries) :
  - The League (2010-2015) : Rodney Ruxin (84 épisodes)
  - Parks and Recreation (2011-2015) : The Douche / Howard Tuttleman (5 épisodes)
  - Brooklyn Nine-Nine (2015) : l'agent Kendrick (saison 2, épisode 15)
  - Roar (2022) : Doug (épisode 1)
  - La Folle Histoire du monde 2 (2023) : Schmuck Mudman, Judas, le commentateur, Galilée, Henry Kissinger, Japhet et Steven Santelmo (mini-série)

- Rahul Kohli dans (4 séries) :
  - iZombie (2015-2019) : Dr Ravi Chakrabarti (32 épisodes)
  - Supergirl (2017-2019) : Jack Spheer (saison 2, épisode 18 et saison 5, épisode 6)
  - The Haunting of Bly Manor (2020) : Owen Sharma (9 épisodes)
  - Nous les menteurs (2025) : Ed Patil

- Pablo Schreiber dans :
  - Sur écoute (2003-2008) : Nikolas « Nick » Sobotka (en) (13 épisodes)
  - Made in Jersey (2012) : Luke Aaronson (saison 1, épisode 1)
  - The Brink (2015) : Zeke « Z-Pak » Tilson (10 épisodes)

- Daniel Sunjata dans :
  - Rescue Me : Les Héros du 11 septembre (2005-2012) : Franco Rivera (93 épisodes)
  - Lie to Me (2010) : Andrew Jenkins (saison 1, épisode 12)
  - Grey's Anatomy (2010-2011) : l'infirmier Eli Lloyd (8 épisodes)

- Wil Wheaton dans :
  - The Big Bang Theory (2009-2019) : Wil Wheaton (17 épisodes)
  - Eureka (2010-2012) : Dr Isaac Parrish (12 épisodes)
  - S.W.A.T. (2022) : Evan Whitlock (saison 5, épisode 11)

- Brian Letscher dans :
  - Scandal (2012-2018) : Tom Larsen (34 épisodes)
  - Castle (2013) : Liam Finch (saison 5, épisode 18)
  - Hawaii 5-0 (2015) : Mark Dupont (saison 5, épisode 12)

- Jason Momoa dans : 
  - Alerte à Hawaï (1999-2001) : Jason Ioane (44 épisodes)
  - North Shore : Hôtel du Pacifique (2004-2005) : Frankie Seau (21 épisodes)

- Rory Cochrane dans : 
  - Les Experts (2002) : Timothy « Tim » Speedle (saison 2, épisode 22)
  - Les Experts : Miami (2002-2007) : Timothy « Tim » Speedle (50 épisodes)

- Shaun Benson dans :
  - En quête de justice (2002-2003) : Patrick Keller (22 épisodes)
  - The Girlfriend Experience (2016) : Ryan (saison 1)

- Nathan Fillion dans : 
  - Buffy contre les vampires (2003) : Caleb (saison 7)
  - Desperate Housewives (2007-2008) : Adam Mayfair (saison 4)

- Andrew Leeds dans :
  - Nip/Tuck (2003-2004) : Henry Shapiro (3 épisodes)
  - The Dropout (2022) : Roland (mini-série)

- Zachary Levi dans :
  - Chuck (2007-2012) : Charles « Chuck » Bartowski (91 épisodes)
  - Captive (2017) : Jeremiah Pontelli  (mini-série)

- Jeff Rose dans :
  - Drop Dead Diva (2010-2014) : Doug Resnick (8 épisodes)
  - Devious Maids (2014) : Dr Gold (saison 2, épisodes 2 et 3)

- John Simm dans :
  - Mad Dogs (2012-2013) : Baxter (14 épisodes)
  - Le Code du tueur (2015) : Alec Jeffreys (mini-série)

- Saamer Usmani dans :
  - What/If (2019) : Avery Watkins (mini-série)
  - Katy Keene (2020) : le prince Errol Swoon (5 épisodes)

- David Cubitt dans :
  - So Help Me Todd (en) (2023) : Rufus Quimby (saison 1, épisode 19)
  - The Madness (2024) : Ted (mini-série)
- 1992-1994 : Amoureusement vôtre : Casey Bowman (Paul Anthony Stewart (en)) (308 épisodes)
- 1993-1996 : SeaQuest, police des mers : le lieutenant Timothy « Tim » O'Neill (Ted Raimi) (57 épisodes)
- 1994-1997 : Hartley, cœurs à vif : Alan Bolton (Jon Pollard) (62 épisodes)
- 1996 : Arabesque : Yosuki Ishida (Byron Mann) (saison 12, épisode 12), Darren Crosley (Stephen T. Kay) (saison 12, épisode 17)
- 1997-2000 : Des jours et des vies : Eric Brady (Jensen Ackles) (448 épisodes)
- 1997-2001 : Invasion planète Terre : Da'an (Leni Parker) (88 épisodes)
- 1998 : Sept jours pour agir : Duncan (Reggie Lee) (saison 1, épisode 8)
- 1999 : Ryan Caulfield : Vic (James Roday) (épisodes 1 et 3)
- 1999-2000 : Sarah : Jesse « J. B. » Bayron (Diego Serrano (en)) (19 épisodes)
- 1999-2001 : Deuxième Chance : David Cassilli (Todd Field) (28 épisodes)
- depuis 1999 : Les Feux de l'amour : Billy Abbott (David Tom #1, Ryan Brown (en) #2, Scott Seymour #3, Burgess Jenkins #5 et Jason Thompson (en) #6) (1315 épisodes - en cours)
- 2000 : Mysterious Ways : Les Chemins de l'étrange : Warren (Rob Benedict) (saison 1, épisode 11)
- 2000 : Profiler : Dr Tom Arquette (Joe Flanigan) (saison 4)
- 2000 : Angel : Penn (Jeremy Renner) (saison 1, épisode 11)
- 2000-2001 : Grosse Pointe : Quentin King (Kohl Sudduth (en)) (17 épisodes)
- 2000 / 2002 : Dawson : Rob Logan (Niklaus Lange) (saison 3) et Eric (Ryan Bittle (en)) (saison 5)
- 2001-2002 : Division d'élite : Theodore Blumenthal (Jay Harrington) (10 épisodes)
- 2001-2003 : Lizzie McGuire : Digby « M. Dig » Sellers (Arvie Lowe Jr. (en)) (12 épisodes)
- 2001-2004 : Et alors ? : Alexander « Alex » Stanton (Orlando Wells (en)) (60 épisodes)
- 2001-2009 : Powder Park : Philip « Fibbes » Breuer (Igor Jeftić (de)) (26 épisodes)
- 2002-2003 : Les Anges de la nuit : Jesse Reese (Shemar Moore) (14 épisodes)
- 2002-2004 : Un, dos, tres : Cristóbal Souto (Víctor Mosqueira) (58 épisodes)
- 2003-2005 : That '70s Show : Casey Kelso (Luke Wilson) (2e voix, saisons 6 et 7)
- 2004 : Hercule Poirot : Meredith Blake (Marc Warren) (saison 9, épisode 1)
- 2004 : Angels in America : Prior Walter / l'homme en cuir dans le parc (Justin Kirk) (mini-série)
- 2004 : État d'alerte : Jeremy (Jake Curran) (mini-série)
- 2004 : NCIS : Enquêtes spéciales : Dr Joel Sanderson (Jim Rash) (saison 1, épisode 10)
- 2004 / 2005 : Smallville : Jeremiah Holdsclaw (Nathaniel Arcand) (saison 3, épisode 20), Edgar Cole (J. P. Manoux) (saison 4, épisode 6) et Bronson (Elias Toufexis) (saison 6, épisode 8)
- 2004-2007 : Veronica Mars : le shérif Don Lamb (Michael Muhney) (40 épisodes)
- 2005 : Into the West : Nathan Wheeler (Alan Tudyk) (mini-série)
- 2005 : Cold Case : Affaires classées : Miguel Maldonado (Luis Garcia) (saison 3, épisode 6)
- 2005 : Blind Justice : Jeff Dorsey (Scott Michael Campbell (en)) (épisode 6)
- 2005-2006 : Stargate SG-1 : Jolan (Jason George) (saison 9, épisodes 8 et 11)
- 2006-2008 : Le Destin de Lisa : Olivier Kern (Axel Röhrle)
- 2007 : The Black Donnellys : Jimmy Donnelly (Tom Guiry (en)) (13 épisodes)
- 2007 : Bionic Woman : Tom Hastings (Jordan Bridges) (3 épisodes)
- 2008-2010 : Le Rêve de Diana : Lars Berger (Tobias Licht (de)) (22 épisodes)
- 2009 : Miss Marple : Némésis [Qui ?]
- 2009 : Underbelly : Phil (Myles Pollard (en)) (saison 2)
- 2009-2010 : Parents par accident : Zack (Jon Foster) (18 épisodes)
- 2010 : Spartacus : Varro (Jai Courtney) (saison 1)
- 2010 : Forgotten : Andy Santiago (Alexis DeLaRosa) (épisode 11)
- 2010 : Leverage : Dalton Rand, faux médium (Luke Perry) (saison 2, épisode 13)
- 2010 : L'Enfer du Pacifique : le second lieutenant Hugh Corrigan (Henry Nixon (en)) (mini-série)
- 2011 : Person of Interest : le juge Samuel Gates (David Costabile) (saison 1, épisode 5)
- 2012 : Missing : Au cœur du complot : Giancarlo Rossi (Adriano Giannini) (10 épisodes)
- 2012-2013 : Borgen, une femme au pouvoir : Ulrich Mørch (Thomas Levin (da)) (30 épisodes)
- 2012-2013 : Esprits criminels : l'agent Parker (Chris Payne Gilbert (en)) (saison 7, épisode 14), Dr Edward Gourse (John Churchill) (saison 8, épisode 5), le lieutenant Lennon Miles (Craig Watkinson) (saison 8, épisode 13) et Doug Warn (Ryan Caltagirone (es)) (saison 8, épisode 15)
- 2013 : Bones : Seth Zalinsky (Jay Paulson) (saison 8, épisode 8), Tyce Diorio (Tyce Diorio (en)) (saison 8, épisode 10) et Dr Ivan Jacobs (Mackenzie Astin (en)) (saison 8, épisode 23)
- 2013-2016 : The Fall : Kevin McSwain (Gerard McCarthy) (4 épisodes)
- 2013-2017 : Girls : Laird Schlesinger (Jon Glaser (en)) (12 épisodes)
- 2014 : Grimm : Dominic (Derek Ray) (saison 3, épisode 4)
- 2015 : House of Cards : Gary Stamper (Kelly AuCoin) (saison 3)
- 2015-2018 : Sense8 : Hernando (Alfonso Herrera) (20 épisodes)
- 2016 : Les Mystères de Londres : Harry Houdini (Michael Weston)
- 2016 : Peaky Blinders : Ruben Oliver (Alexander Siddig) (saison 3)
- 2016-2020 : Westworld : William (Jimmi Simpson) (12 épisodes)
- 2017-2019 : Madam Secretary : Dylan Larsen (Sam Breslin Wright) (15 épisodes)
- 2018 : The Terror : Thomas Jopson (Liam Garrigan) (saison 1)
- 2018-2019 : 9-1-1 : Tommy Kinard (Lou Ferrigno, Jr.) (saison 2)
- 2018-2021 : Dr Harrow : Dr Lyle Fairley (Darren Gilshenan (en)) (30 épisodes)
- 2018 / 2022-2023 : Workin' Moms : Purdeep (Geet Arora) (5 épisodes) et Paul (Dylan Taylor (en)) (17 épisodes)
- 2019 : Les Chroniques de San Francisco : Michael « Mouse » Tolliver (Murray Bartlett)
- 2019-2020 : The Crown : Andrew Parker Bowles (Andrew Buchan) (4 épisodes)
- 2019-2021 : High School Musical : La Comédie musicale, la série : Mike Bowen (Alex Quijano) (14 épisodes)
- 2020 : Gentefied : Tim (T. J. Thyne) (saison 1)
- 2020 : I Am Not Okay with This : M. File (Dave Theune) (4 épisodes)
- 2020 : Losing Alice : ? ( ? ) (mini-série)
- 2020 : Larry et son nombril : Roger Swindell (Ben Shenkman) (saison 10)
- 2020-2021 : Good Girls : Carl (Ptolemy Slocum) (saison 3, épisode 10 et saison 4, épisode 2)
- 2020-2022 : La Unidad : Roberto (Raúl Fernández de Pablo (es)) (12 épisodes)
- 2021 : Riverdale : le père de Jim (Philip Prajoux) (saison 5, épisode 16)
- 2021 : Toujours là pour toi : Gideon Vega (Andres Joseph) (saison 1)
- 2021-2023 : Sexify : « Jabba » (Sebastian Stankiewicz) (13 épisodes)
- 2022 : Alger confidentiel : Konrad Ost (Patrick Heyn) (mini-série)
- 2022 : Narco-Saints (en) : Kang In-gu (Ha Jeong-woo)
- 2022 : Machos alfa : Diego (Victor Massán)
- 2022-2023 : Heartstopper : Julio Spring (Joseph Balderrama) (5 épisodes)
- 2023 : The Idol : Benjamin (Dan Levy)
- 2023 : Faux Profil : David Meneses (Lincoln Palomeque)
- 2023 : Chère Petite (de) : Gerd Bühling (Hans Löw (de)) (mini-série)
- 2023 : Wilderness : ? ( ? ) (mini-série)
- 2023 : La Fabuleuse Madame Maisel : Cecil (Lucas Kavner) (saison 5)
- 2023 : Poker Face : Luca Clark (Simon Helberg) (saison 1, épisodes 5 et 10)
- 2024 : Knuckles : le deuxième annonceur (Rob Huebel) (mini-série)
- 2024 : MILF of Norway (sv) : Lars (Trond Fausa Aurvåg)
- 2024 : Bandits, bandits : Damon (Jonathan Brugh (en))
- 2025 : Severance : Dario R. (Stefano Carannante) (saison 2)
- 2025 : Black Mirror : Nick (Ben Ashenden (en)) (saison 7, épisode 2)

#### Séries d'animation
- 1993-1995 : Théo ou la Batte de la victoire : Guy (2e voix)
- 1998-2003 : Daria : Kevin Thompson, Tom (épisode 39)
- 1999 : Hercule : Thor (épisode 34)
- 2002 : La Légende de Tarzan : Moyo[n 10]
- 2002-2007 : La Ligue des justiciers : Booster Gold[n 11], Skeets[n 12] et Superman jeune[n 13]
- 2002-2007 : Kim Possible : voix additionnelles
- 2003[n 14]-2006 : Zatchbell : Kiyo[n 5]
- 2005 : Samurai Champloo : Jin
- 2005 : Dave le barbare : voix additionnelles
- 2005-2007 : American Dragon: Jake Long : le père de Jake
- 2006-2008 : Ben 10 : Howell Wainwright
- 2011-2013 : Vic le Viking : Tjure, Ulme
- 2013 / 2020-2023 : Archer : Lucas Troy[n 15] (saison 4, épisode 2) / Fabian Kingsworth[n 16] (11 épisodes)
- 2015 : Turbo FAST : Stinger et Namaste
- 2019 : La Bande à Picsou : Alistair Boorswan
- 2020 : Ollie et le Monstrosac : voix additionnelles
- 2020-2021 : Solar Opposites : Tim (4 épisodes) et l'homme au t-shirt rouge (saison 1, épisode 4)
- 2021 : Queer Force : Benji
- 2023 : Ranelot et Bufolet (en) : Taupe, Souris et Libellule
- 2023 : Kiff : Glarbin, Roy Fox et Tom

### Jeux vidéo
- 2002 : Kingdom Hearts : Cloud Strife
- 2006 : Kingdom Hearts 2 : Cloud Strife
- 2007 : Call of Duty 4: Modern Warfare : le capitaine McMillan
- 2009 : Venetica : voix additionnelles
- 2012 : Madagascar 3 : Bons baisers d'Europe : Melman
- 2014 : Watch Dogs : voix additionnelles
- 2016 : Tom Clancy's The Division : Bardon Scheaffer
- 2019 : Tom Clancy's The Division 2 : Bardon Scheaffer
- 2020 : Final Fantasy VII Remake : Cloud Strife[19]
- 2021 : Call of Duty: Vanguard : le sergent Richard Webb
- 2022 : Gotham Knights : ?
- 2024 : Final Fantasy VII Rebirth : Cloud Strife